# 18 Wheels Of Steel: Haulin'
18 Wheels Of Steel: Haulin' é um simulador de caminhão criado pela SCS Software. Ele é capaz de rodar no Canadá e nos Estados Unidos. Este jogo funciona em Windows XP, Windows 98, Windows ME e Windows Vista, Windows 7. 
Essa versão acrescenta mais cidades e tem gráficos mais realistas do que os jogos anteriores da franquia 18 Wheels of Steel. A habilidade de usar trilhas sonoras personalizadas e salvar os jogos durante as entregas também foi adicionada. É possível escolher entre 32 equipamentos, mais de 45 entregas e mais de 47 trailers. O jogo não exige um computador muito potente para funcionar razoavelmente bem, mas requer uma placa gráfica atualizada (256 MB de RAM, processador de 1.4 GHz, placa de vídeo de 128 MB). O Prism 3D pode não responder a uma placa gráfica antiga, resultando em um travamento do jogo em seu começo. 